# Opletka obecná

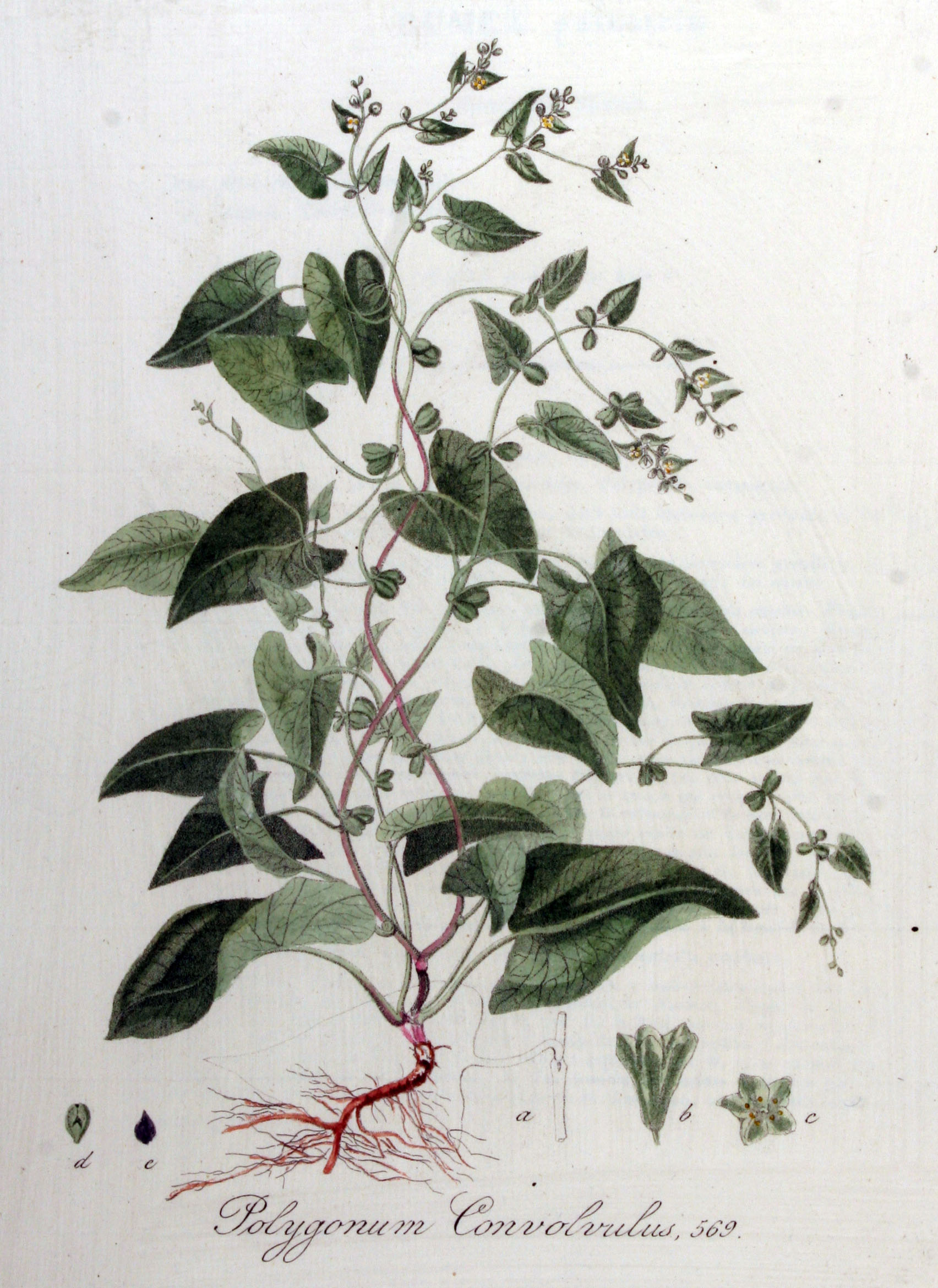
Zobrazení opletky obecné

Opletka obecná (Fallopia convolvulus) je jednoletá, plevelná rostlina s ovíjivou lodyhou, druh nevelkého, ale hodně rozšířeného rodu opletka.

## Význam
Opletka obecná rostoucí v užitkových rostlinách, např. v časných jařinách (obilniny, luštěniny, len, mák), ve víceletých pícninách, okopaninách, na vinicích i při pěstování zeleniny je považována za škodlivý plevel. Během léta se její ovíjivé lodyhy omotávají okolo stébel a lodyh kulturních plodin, vztyčují se a původní rostliny nejen stíní a obírá o živiny, ale zvláště za vlhkého počasí způsobují svou váhou jejich poléhání. Bývá také hostitelem virových chorob cukrové řepy.
Tento nebezpečný plevel je, vzhledem k délce lodyh a popínavému charakteru, konkurenčně velmi schopný. Na polích lze opletku obecnou potlačovat správnou péči o půdu a střídáním pěstovaných plodin a v případě silného zamoření se používá kombinace preemergentní s postemergentní aplikaci herbicidů. Za důležitý předpoklad k nízkému výskytu tohoto plevele se považuje vysévání jen řádně vyčištěného osiva.

## Výskyt
Druh je považován v Evropě a Asii za původní. Druhotně byl zavlečen do obou Amerik, na jih Afriky, do Austrálie i na Nový Zéland.
V České republice, kde je považován za archeofyt zavlečený ze Středomoří, se vyskytuje hojně po celém území od nížin až do podhůří, ve vyšších polohách však roste jen roztroušeně. Nejčastěji vyrůstá na mírně kyselých půdách hlinitých až písčitých, na polích, v zahradách, vinicích, na úhorech a místech poblíž lidských sídel nebo cest.

## Popis
Jednoletá bylina s ochablými, plazivými, poléhavými či ovíjivými lodyhami, které bývají dlouhé 20 až 100 cm a hodně větvené. Drsné lodyhy hledají v okolí oporu a pokud ji naleznou, pravotočivě se kolem ní omotávají a vztyčují se. Lodyhy, vyrůstající z hlubokého kůlovitého a jen slabě větveného kořene, jsou hranaté, u báze načervenalé a výše zelené. Jsou porostlé střídavými, dlouze řapíkatými listy, 2 až 5 cm dlouhými a 1 až 3 cm širokými. Čepele listů jsou v obryse trojúhelníkovité a u báze srdčité až střelovité se zašpičatělými laloky, po obvodě jsou celistvé a na vrcholu zahrocené. Lysé botky nejsou delší než 5 mm.
Drobné, krátce stopkaté, oboupohlavné květy s drobnými listeny vyrůstají po dvou až šesti ve svazečcích, které v úžlabí listů nebo na konci větví vytvářejí chudokvěté přetrhované hrozny. Nenápadné květy, velké jen 3 mm, mají trubkovité okvětí vytvořeno pěti eliptickými lístky do poloviny srostlými, tři vnější jsou větší. Okvětní lístky jsou na vnitřní straně bělavé a na vnější narůžovělé či zelenavé a jsou žláznaté. Tyčinek s krátkými nitkami bývá šest nebo osm, semeník má tři kratičké čnělky s hlavičkovitými bliznami. Květy rozkvétají od července do podzimu.
Hmyzem opylené květy vytvářejí semena, trojhranné černé nažky, 3 až 4 mm dlouhé, které jsou vejčité a na obou koncích zašpičatělé. Nažky jsou pevně obalené zaschlými, šedozelenými až šedohnědými, úzce křídlatými, vnějšími okvětními lístky.

## Rozmnožování
Rostlina se rozmnožuje výhradně semeny, kterých vyprodukuje stovky. Semena obvykle dozrávají současně s oblím, malá část z nich vypadá v blízkosti mateřské rostliny. Většina semen je však sklizena se zrním a na velké vzdálenosti bývají šířena se špatně vyčištěným osivem. Semena vypadaná na zem požírají ptáci i drobní hlodavci.
V roce kdy uzrají, nejsou dormantní semena obvykle schopna vyklíčit. Teprve po přezimování se v teplém a vlhkém jaru hromadně objevují semenáčky, které pro vzejití potřebují teplou půdu a dostatek vláhy. Jednotlivě pak semena klíčí v průběhu celého léta i podzimu; přes zimu však všechny rostliny zahynou. Vzcházejí z hloubky do 10 cm, v půdě si podržují klíčivost pět let a více. Ploidie druhu je 2n = 40.

## Možnost záměny
Opletku obecnou je možno si splést s opletkou křovištní, která má lodyhy hladké, delší a více ovíjivé, okvětí nemá žláznaté a na nažce jsou suché vnější okvětní lístky výrazně křídlaté.

## Galerie

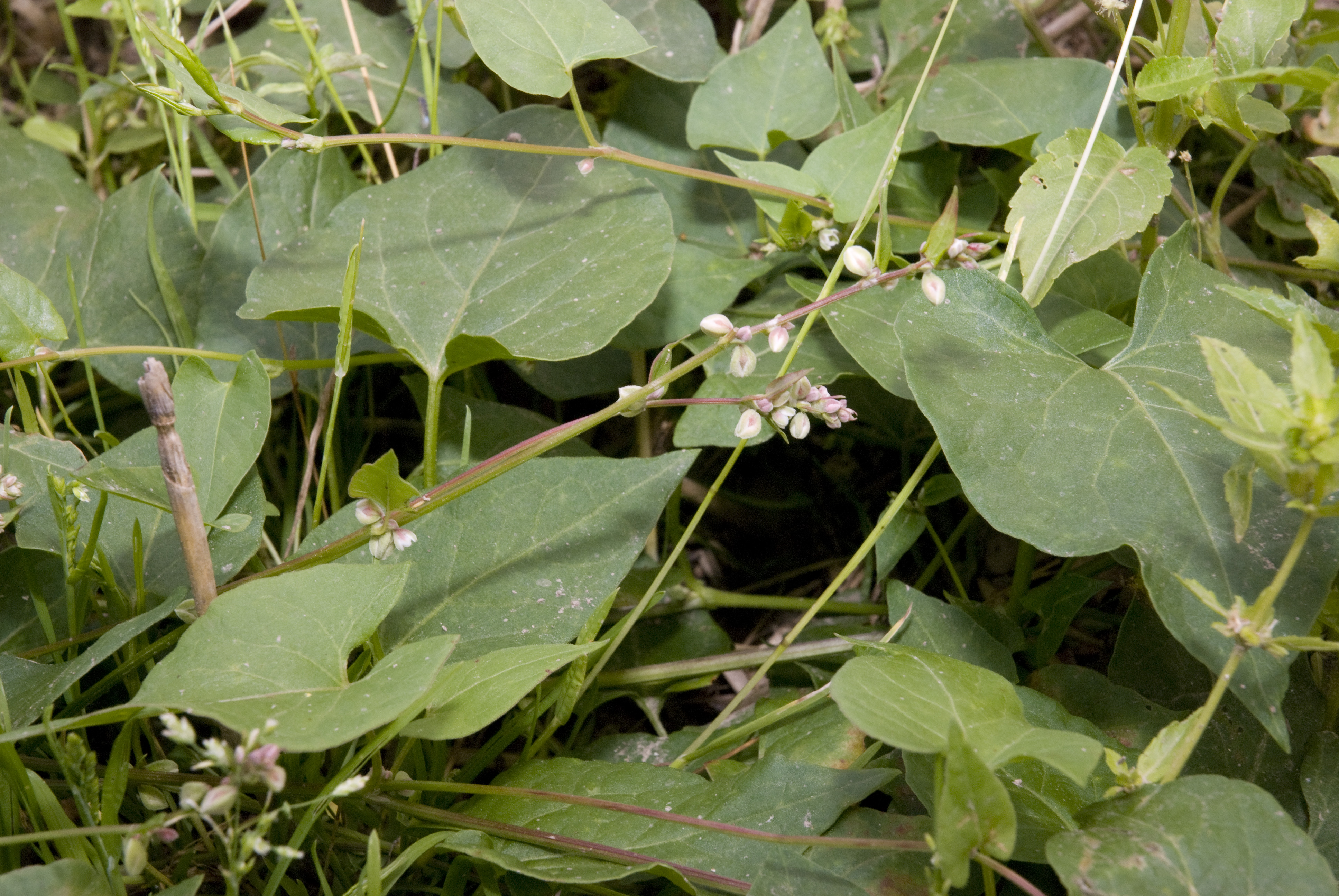
Porost opletky obecné
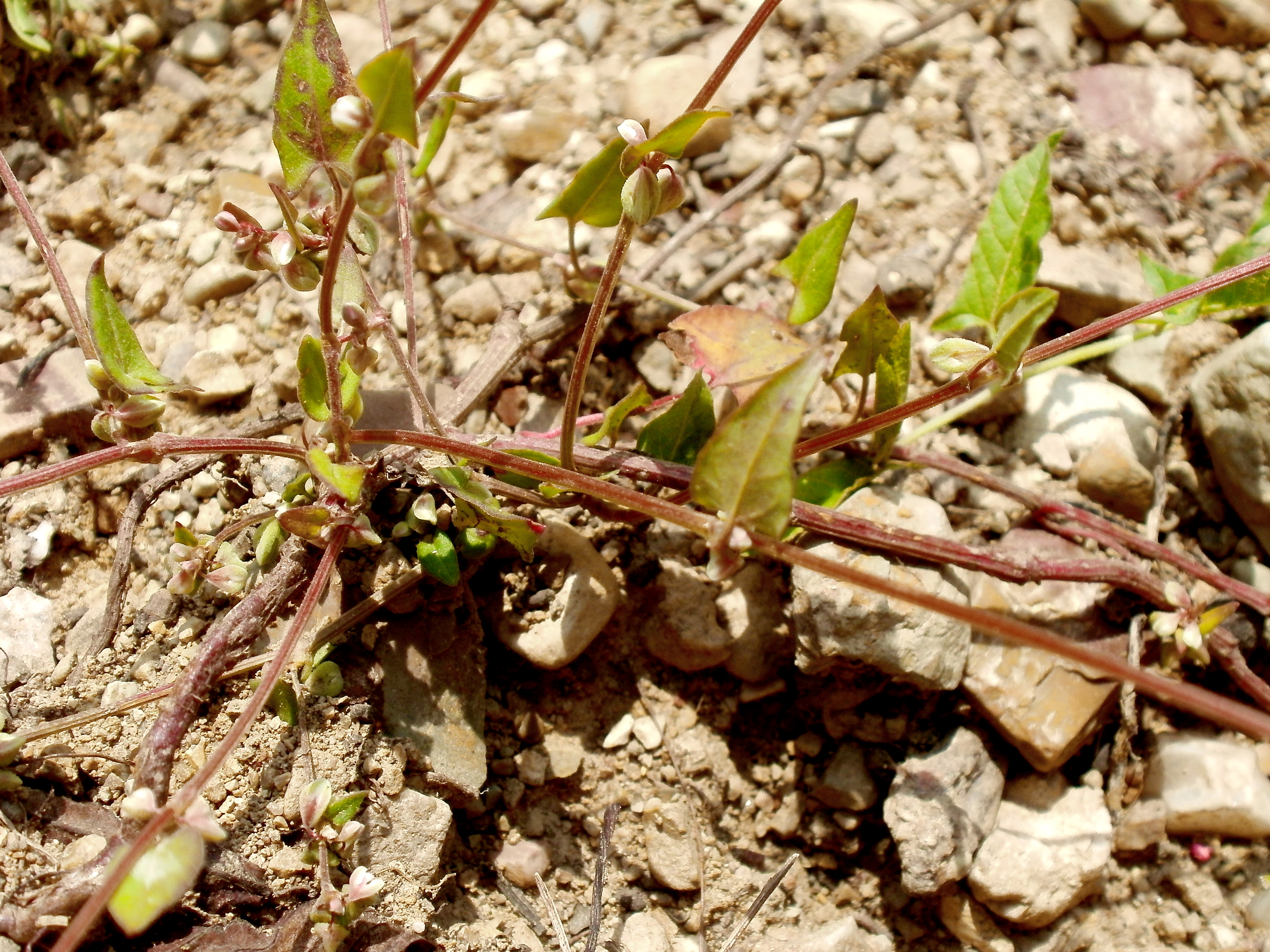
Plazivé lodyhy
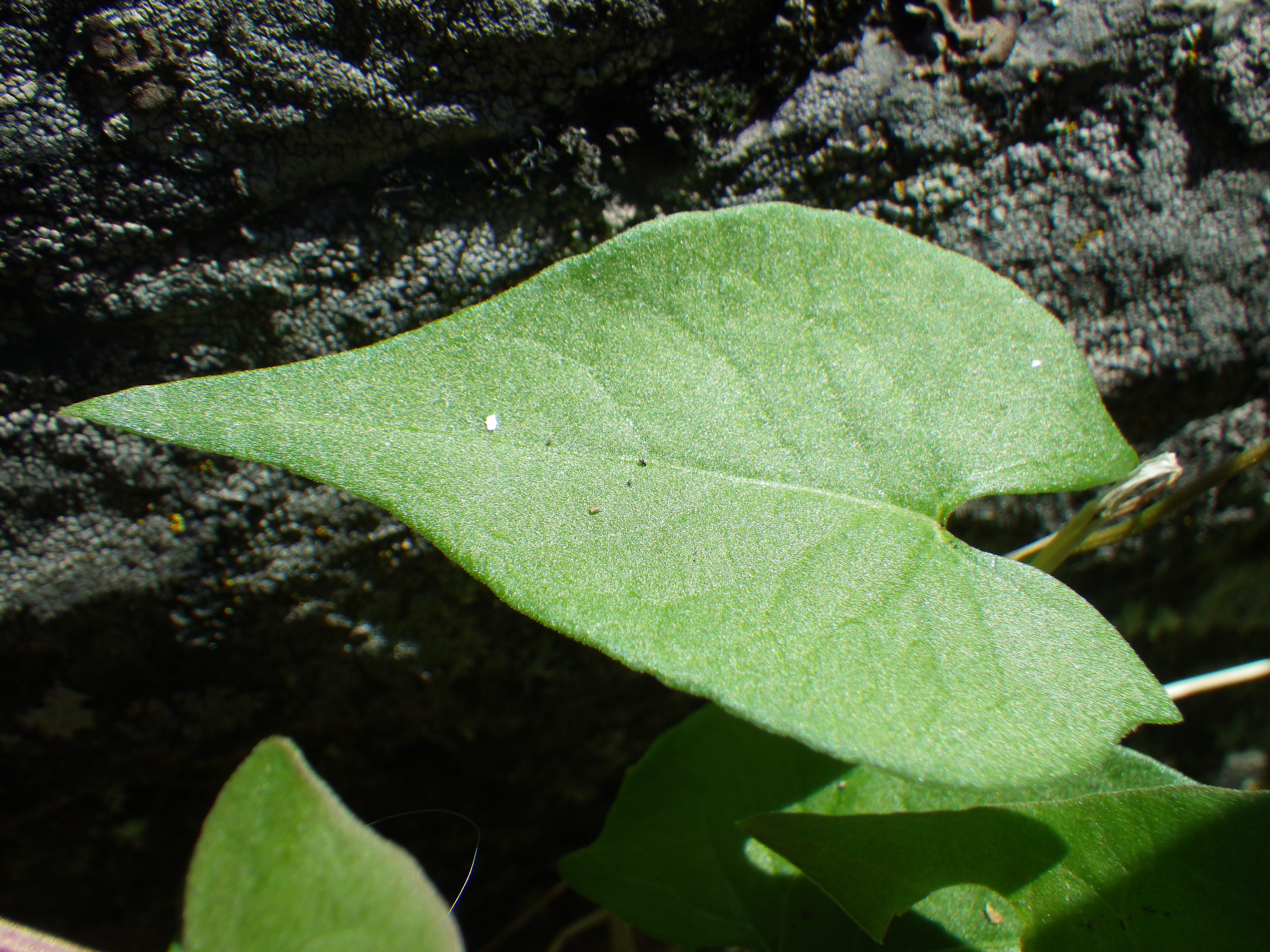
List
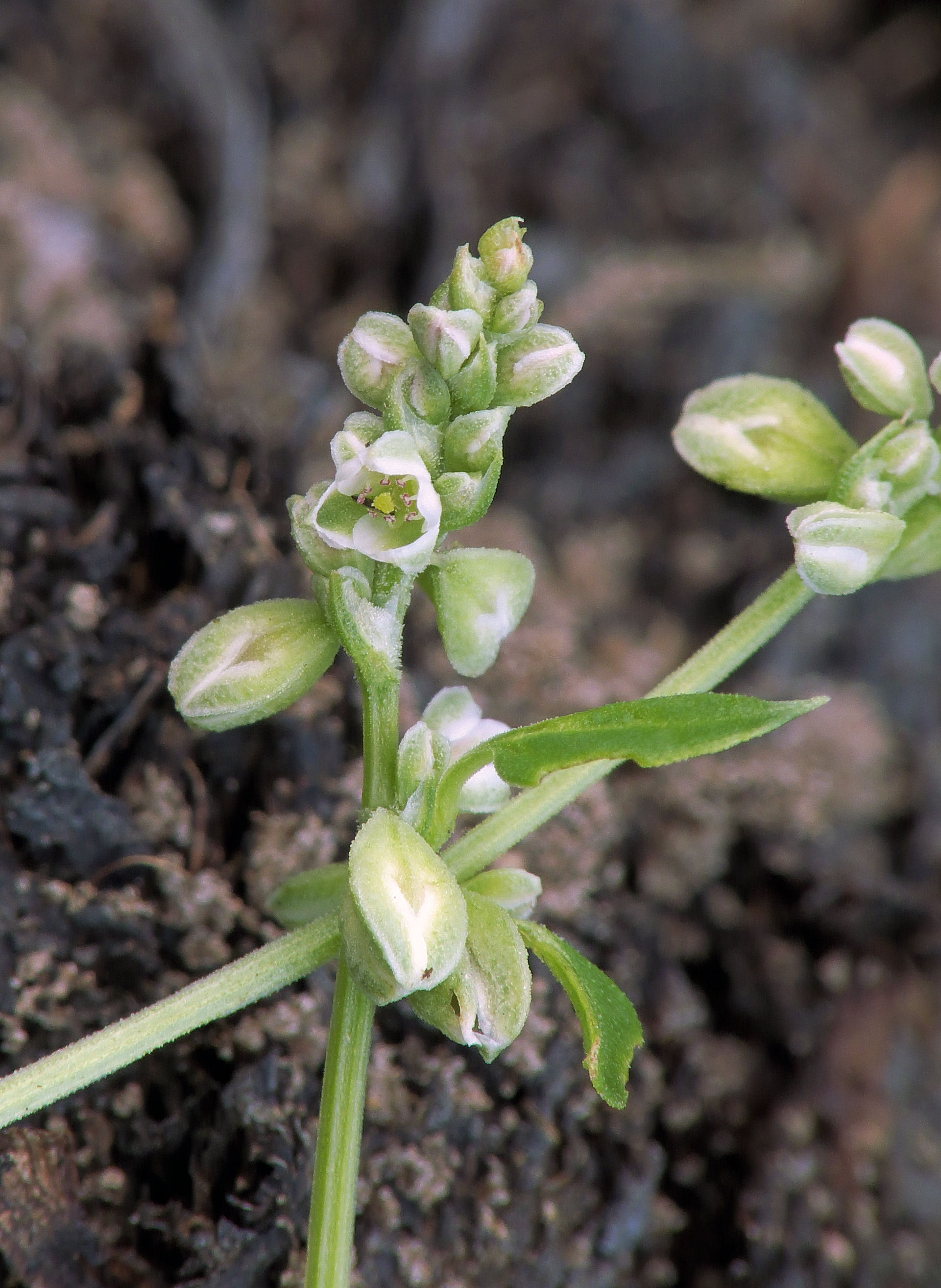
Květenství